# Medaglia De Morgan
La medaglia De Morgan è un premio per eccezionali contributi in matematica, consegnato dalla London Mathematical Society. È il premio più prestigioso della società, creato in memoria del primo presidente, Augustus De Morgan.
La medaglia viene consegnata ogni tre anni a un matematico che sia residente nel Regno Unito il primo gennaio dello stesso anno.

## Lista dei premiati
- 1884 Arthur Cayley
- 1887 James Joseph Sylvester
- 1890 Lord Rayleigh
- 1893 Felix Klein
- 1896 S. Roberts
- 1899 William Burnside
- 1902 A. G. Greenhill
- 1905 H. F. Baker
- 1908 J. W. L. Glaisher
- 1911 Horace Lamb
- 1914 Joseph Larmor
- 1917 W. H. Young
- 1920 Ernest William Hobson
- 1923 P. A. MacMahon
- 1926 Augustus Edward Hough Love
- 1929 Godfrey Harold Hardy

- 1932 Bertrand Russell
- 1935 E. T. Whittaker
- 1938 John Edensor Littlewood
- 1941 Louis Mordell
- 1944 Sydney Chapman
- 1947 George Neville Watson
- 1950 A. S. Besicovitch
- 1953 Edward Charles Titchmarsh
- 1956 Geoffrey Ingram Taylor
- 1959 W. V. D. Hodge
- 1962 Max Newman
- 1965 Philip Hall
- 1968 Mary Cartwright
- 1971 Kurt Mahler
- 1974 Graham Higman
- 1977 C. Ambrose Rogers

- 1980 Michael Atiyah
- 1983 Klaus Roth
- 1986 J. W. S. Cassels
- 1989 D. G. Kendall
- 1992 Albrecht Fröhlich
- 1995 W. K. Hayman
- 1998 R. A. Rankin
- 2001 J. A. Green
- 2004 Roger Penrose
- 2007 Bryan John Birch
- 2010 Keith William Morton
- 2013 John Griggs Thompson
- 2016 Timothy Gowers
- 2019 Andrew Wiles
- 2022 John M. Ball